# Округ Монро (Њујорк)
Округ Монро (енгл. Monroe County) је округ у америчкој савезној држави Њујорк. По попису из 2010. године број становника је 744.344.

## Демографија
Према попису становништва из 2010. у округу је живело 744.344 становника, што је 9.001 (1,2%) становника више него 2000. године.
| Група             | 2000.           | 2010.           |
| Белци             | 566.763 (77,1%) | 542.034 (72,8%) |
| Афроамериканци    | 101.078 (13,7%) | 113.171 (15,2%) |
| Азијати           | 17.922 (2,4%)   | 24.281 (3,3%)   |
| Хиспаноамериканци | 39.065 (5,3%)   | 54.005 (7,3%)   |
| Укупно            | 735.343         | 744.344         |